# Alexander II. (Russland)

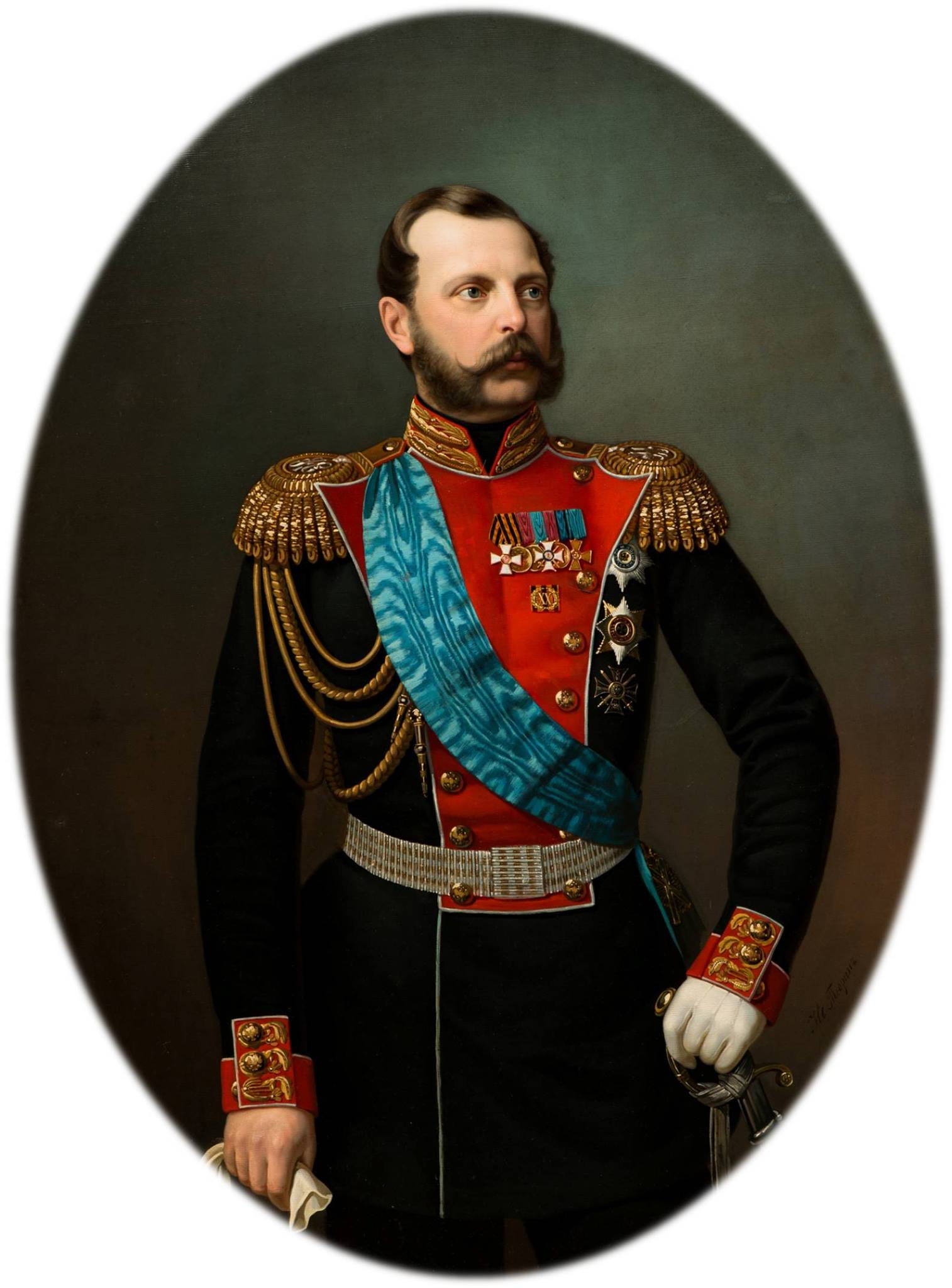
Zar Alexander II. von Russland

Alexander II. Nikolajewitsch (russisch Алекса́ндр II Никола́евич; * 17.jul. / 29. April 1818greg. in Moskau; † 1.jul. / 13. März 1881greg. in Sankt Petersburg) war von 1855 bis 1881 Zar von Russland aus dem Haus Romanow-Holstein-Gottorp.
Wegen der so genannten „Großen Reformen“, vor allem wegen der Abschaffung der Leibeigenschaft während seiner Regierungszeit verliehen schon die Zeitgenossen Alexander II. den Beinamen „Zar-Befreier“ (russisch Oswoboditel).

## Abstammung, Kindheit und Erziehung
Alexander II. wurde 1818 als Sohn des späteren Zaren Nikolaus I. und der Zarin Alexandra Fjodorowna im Moskauer Kremlpalast geboren. Über seine Mutter war er Neffe Wilhelms I. und Cousin Friedrichs III. Seine Thronfolge stand seit seinem achten Lebensjahr – anders als bei den meisten seiner Vorgänger auf dem russischen Thron seit Peter I. – nie in Zweifel. Entsprechend den Gepflogenheiten am russischen Hof war Alexander wie alle Großfürsten für eine Offizierslaufbahn bestimmt und wurde entsprechend ausgebildet. Für die Grundzüge der Erziehung war daher seit seinem siebten Lebensjahr ein Berufssoldat und Veteran aus den napoleonischen Kriegen verantwortlich, nämlich der deutschstämmige Linienoffizier Karl Merder. Merder, der zuvor als Lehrer in einem Kadettenkorps seine pädagogischen Fähigkeiten unter Beweis gestellt hatte, war über zehn Jahre fast beständig in der unmittelbaren Nähe Alexanders und begleitete ihn auch bei seinen Auslandsreisen. An die Seite Merders trat auf Wunsch der Zarin Wassili Schukowski. Der liberale Dichter und Vorleser der Zarin nahm dabei die Rolle eines Mentors und Tutors ein. Beide hauptverantwortlichen Erzieher achteten darauf, dass Alexander einerseits staatspolitisches Rüstzeug erlangte, andererseits aber auch eine entwickelte Persönlichkeit entfalten konnte. Als eigentliche Lehrer in den jeweiligen Fächern betrauten die Erzieher ausgezeichnete Wissenschaftler und zum Teil die wichtigsten zeitgenössischen russischen Politiker, wie zum Beispiel den leitenden Minister Alexanders I., Michail Speranski. Für den Deutschunterricht wurde der promovierte, später zum Kollegienrat ernannte und geadelte Jurist Friedrich Leberecht Liepmann verpflichtet, der einer in Hamburg und Berlin beheimateten jüdischen Familie entstammte. Es wurden auch Männer – wie im Falle Speranskis – mit der Ausbildung des Thronfolgers betraut, die im Gegensatz zur extrem reaktionären Politik von Nikolaus I. standen. In seinem 16. Lebensjahr, am 17. April 1834 wurde Alexander offiziell zum Thronfolger proklamiert.
1839 lernte Alexander II. seine spätere Frau, die Prinzessin Marie von Hessen und bei Rhein, kennen, die zu dem Zeitpunkt erst 15 Jahre alt war. Die Hochzeit fand am 4. Apriljul. / 16. April 1841greg. statt. Auch gegen den erheblichen Widerstand am Zarenhof und sogar diplomatische Interventionen hatte Alexander seine Wahl durchgesetzt. Unterstützung bekam er dabei von seinem in politischen Fragen despotischen Vater, der seinem Sohn in dieser Frage nicht im Weg stehen wollte, obgleich die Heirat als „politisch unzweckmäßig“ galt. 1842 wurde ihre erste Tochter Alexandra (1842–1849) geboren.
Alexanders Charakter wird zwiespältig beurteilt: einerseits wird er als friedlich, weise und wohlwollend mit einem klaren Sinn für das Gute beschrieben, andererseits galt er aber auch seinen eigenen Erziehern als arrogant, wankelmütig, wenig tatkräftig und – wie er selbst später zugab – als bis zur Rachsucht nachtragend. Hinzu kam, dass ihm sein Vater die Grundzüge der autokratischen Herrschaftsauffassung in einer Art vermittelte, dass Alexander trotz aller libertären Tendenzen und Reformen unumstößlich an diesem Prinzip festhielt. Zudem entwickelte der Thronfolger aufgrund der strengen militärischen Ausbildung ein Faible für alles Militärische, woraus eine an Wilhelm II. erinnernde närrische Vorliebe für das militärische Zeremoniell erwuchs. Militärischen Sachverstand bildete Alexander II. jedoch nicht aus, wenngleich er sich dies sehr wohl einbildete.
Allerdings hatte Alexander wie kaum ein Zweiter schon vor der Übernahme der Regierungsverantwortung tiefe Einblicke in die Regierungstätigkeit gewinnen können, repräsentative Aufgaben wahrgenommen, zahlreiche Reisen ins Ausland und in sämtliche russischen Provinzen unternommen, des Öfteren wichtige Regierungsaufgaben direkt wahrgenommen und im Jahre 1842 sogar für einen Monat die Regentschaft über das Reich während der Abwesenheit seines Vaters übernommen.

## Regentschaft

### Krimkrieg und Regierungsübernahme

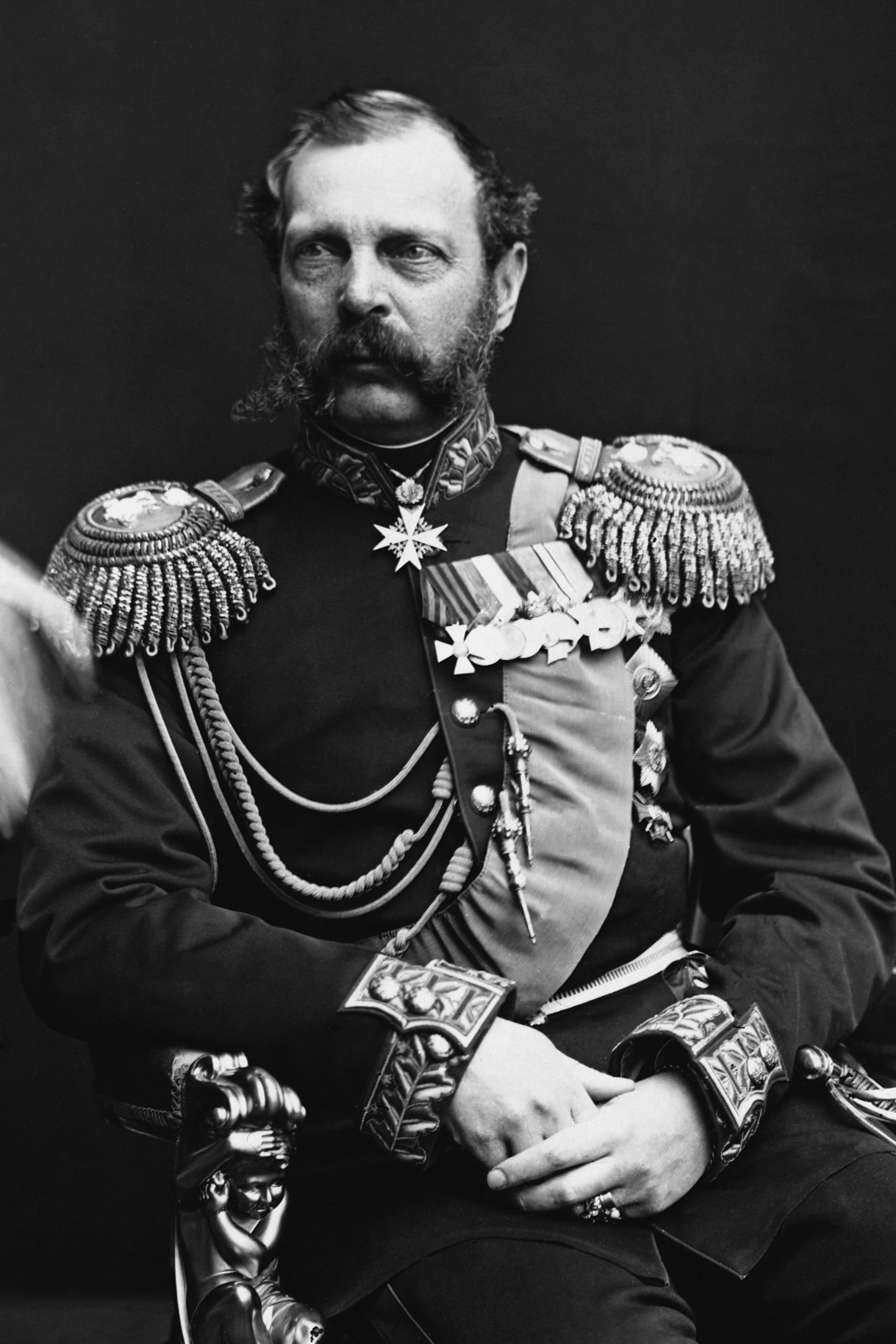
Alexander II. von Russland

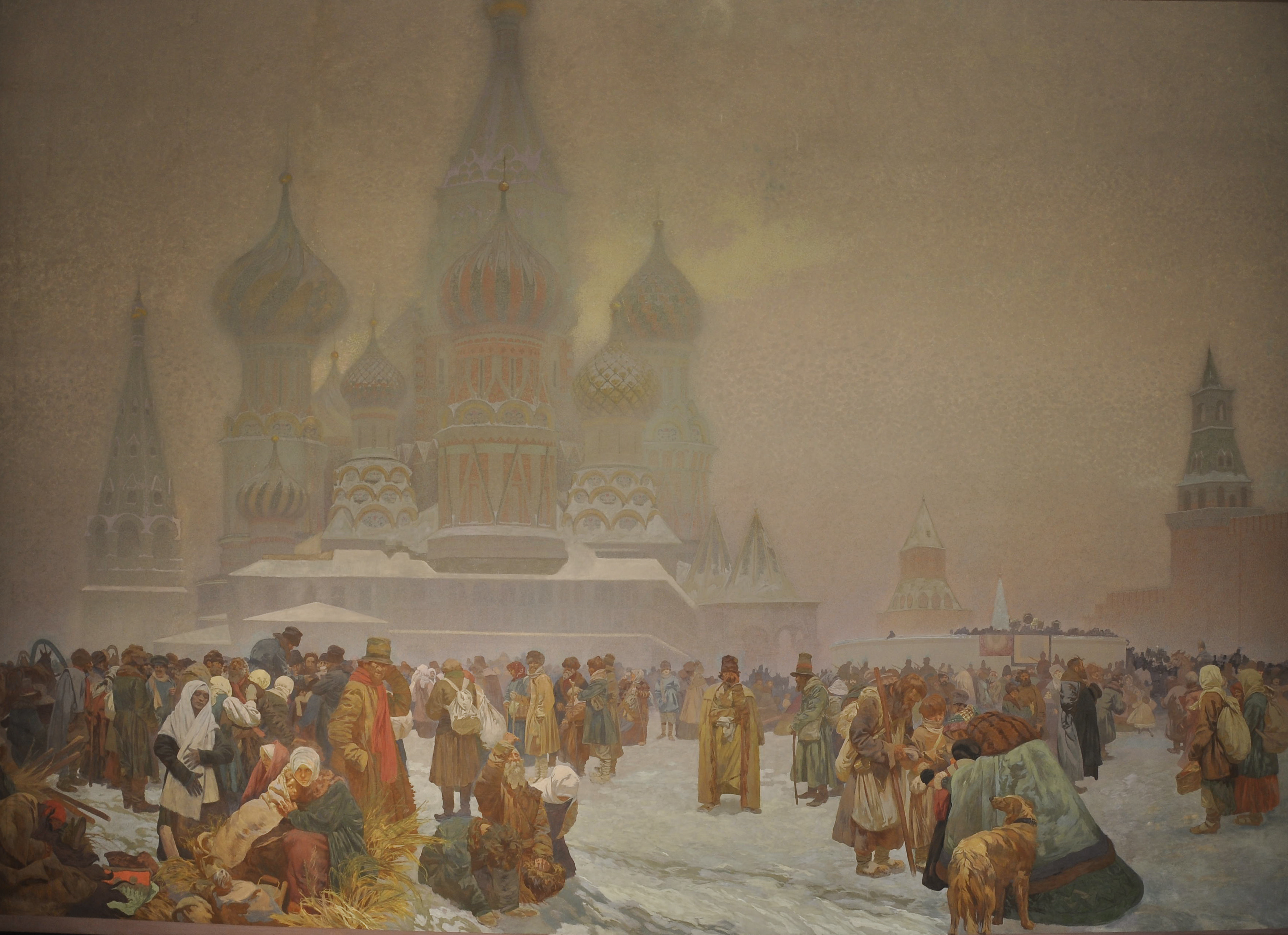
Die Abschaffung der Leibeigenschaft in Russland (Bild von 1914 aus dem Slawischen Epos von Alfons Mucha)

Als Alexander nach dem Tod seines Vaters am 18. Februarjul. / 2. März 1855greg. die Regierungsgeschäfte übernahm, war er zwar mit knapp 37 Jahren ein gereifter, gut ausgebildeter und auch politisch versierter Mann. Allerdings musste er das Reich in einer schweren Krise übernehmen: Im Krimkrieg, den Alexander zunächst fortsetzte, zeichnete sich die Niederlage Russlands schon im Frühjahr 1855 deutlich ab und wurde mit dem Fall Sewastopols unabwendbar. Der Zar besuchte im November selbst Odessa und die Krim und gelangte dabei endgültig zu der Erkenntnis, dass der Krieg verloren sei.
Der Pariser Frieden vom 18. Märzjul. / 30. März 1856greg. beendete den Krieg. Er schwächte Russlands Machtstellung im Orient nur vorübergehend und bedeutete nicht das Ende des russischen Interesses an den türkischen Territorien. Auch nach diesem Frieden wurde der Krieg gegen die kaukasischen Bergvölker fortgesetzt und weite Gebiete zwischen dem Kaspischen Meer und dem Aralsee gelangten unter russischen Einfluss und wurden zum Teil endgültig besetzt.
Die Russland im Pariser Frieden auferlegte Entmilitarisierung der Schwarzmeerhäfen bedeutete indes einen schweren Schlag für das Prestige als Groß- und Ordnungsmacht, als die sich das Reich seit den Napoleonischen Kriegen betrachtet hatte. Besonders in den 1848er Revolutionen hatte sich Russland als europäische Hegemonialmacht präsentiert. Die Günther Stökl zufolge unnötige und kontraproduktive Demütigung Russlands trug nach Überwindung des ersten Schocks zur Entstehung einer religiös-nationalen Stimmung in Russland bei, die eine Revanche für die Kriegsniederlage herbeisehnte.
Am 14. Augustjul. / 26. August 1856greg., fünf Monate nach dem Friedensschluss und fast anderthalb Jahre nach seinem Regierungsantritt, fand in Moskau die Krönungszeremonie des neuen Zaren statt. Ausländischen wie russischen Gästen fiel besonders die Diversität der Untertanen auf, die an den Feierlichkeiten teilnahmen: Baschkiren, Tscherkessen, Tataren und Armenier waren nach Moskau eingeladen worden, um die Vielfalt und das Ausmaß des Reiches zur Schau zu stellen und die Bindung zwischen dem Zaren und seinen asiatischen Völkern symbolisch zu festigen. Zum ersten Mal waren Repräsentanten des Bauernstands zur Zeremonie geladen und wurden in den Krönungsalben eigens erwähnt.
Für die Geschichte Russlands und die politischen Überzeugungen Alexanders II. bedeutete die Niederlage im Krimkrieg einen tiefen Einschnitt. Die Unfähigkeit, eine im Feindesland operierende und schlecht geführte Koalitionstruppe zu besiegen, zeigte Russlands Rückständigkeit in allen Bereichen, von der Wirtschaft über die Infrastruktur (besonders das fehlende Eisenbahnnetz) und das Bildungswesen bis hin zur Heeresorganisation. Daher wurde der Krimkrieg zum Fanal für die russische Politik, denn Alexander II. nutzte den Pariser Frieden dazu, die Basis für sein politisches Programm eines Aufbrechens der verwobenen kulturellen, wirtschaftlichen und sozialen Fesseln durch den Impuls von außen zu schaffen. Alexander war bestrebt, Russland möglichst schnell eine Öffentlichkeit bzw. eine Gesellschaft zu geben, um so aus seiner Sicht im Konkurrenzkampf mit den anderen europäischen Großmächten bestehen zu können.

### Die „Großen Reformen“
Als Reaktion auf die in der Niederlage im Krimkrieg zutage getretene Rückständigkeit Russlands nahm Alexander weitreichende Reformen in Angriff, die in der wissenschaftlichen Literatur oft mit dem Attribut „groß“ beschrieben werden. Diese Reformen stellen einen der bedeutendsten Einschnitte in der Geschichte Russlands dar, Hoetsch sieht in ihnen sogar ein bedeutenderes Reformwerk als das Peters des Großen. Für Grünwald stehen die Reformen „an den Wurzeln der Revolution“.
Kernstück der Reformen war die Bauernbefreiung: Bereits zwölf Tage nach der Unterzeichnung des Pariser Friedens sagte der Zar vor Moskauer Adeligen, „es sei besser, die Leibeigenschaft abzuschaffen, als darauf zu warten, dass sie zerbreche.“ Zwar mögen dabei auch humanitäre Erwägungen eine Rolle gespielt haben, entscheidender war aber, dass die Leibeigenschaft als in wirtschaftlicher Hinsicht objektiv obsolet angesehen wurde. Eigentliches Ziel der Reformtätigkeit war es, Russland wirtschaftlich, technisch und somit letztlich militärisch in Europa wieder konkurrenzfähig zu machen. Mit dem Erlass vom 3. März 1861 endete im Zarentum als einem der letzten Länder Europas die Leibeigenschaft. Verknüpft war das mit weiteren Reformen, die unter anderem eine neue Militärorganisation umfassten.
Alexander setzte diese Reformen gegen große Widerstände durch. Unterstützung fand er neben seinem Bruder Konstantin vor allem in der durchaus reformfreudigen Bürokratie. Da die Widerstände des grund- und leibeigenenbesitzenden Adels aber gewaltig waren, kam letztlich ein „verwässerter“ Kompromiss zustande. Anders als bei den Bauernbefreiungen in Preußen und Österreich, bei denen die Bauern kein Land erhalten hatten und so Kapitalausstattung und anschließend Investitionsfreude der Großgrundbesitzer gefördert worden war, wurden die russischen Bauern mit einem dauernden Nutzrecht von Haus und Hof ausgestattet, i. d. R. in dem Maße, wie sie zuvor die Felder bewirtschaftet hatten. Allerdings blieben die Fron- und Zinslasten gegenüber dem Grundherren bestehen, und es blieb auch bei der Anbindung an den Mir, eine Freizügigkeit bestand also nicht. Die Adeligen erhielten sogar das Recht, die Bauern vor Inkrafttreten noch umzusetzen, um ihr Gutsland nach eigenem Ermessen zu arrondieren. Zwar gab es einen „Minimalsatz“, eine Fläche Land, die das Existenzminimum sichern sollte, aber die Übervorteilung der Bauern bei den Ausführungsbestimmungen und den Ablösezahlungen war überdeutlich. Bei der Festlegung der Flächen gab es etwa sehr zum Nachteil der Bauern große regionale Unterschiede. Die Bauern mussten das Land käuflich erwerben, der Staat die Finanzierung dieser Geschäfte übernehmen. Eine Befreiung der Bauern aus der Polizeigewalt der Gutsbesitzers erfolgte unmittelbar mit dem Inkrafttreten der Reform 1861; weil das Land aber im Kollektivbesitz der örtlichen Bauern blieb und die schon bislang übliche periodische Umverteilung des Bodens festgeschrieben wurde, blieben die Möglichkeiten der Bauern, selbstbestimmt zu wirtschaften, höchst begrenzt.
Alexander versuchte dabei durchaus Adel und Bauern gerecht zu werden, aber wegen der – wenngleich unzureichenden – Zuteilung von Land an die Bauern und der Zwangsbewirtschaftung in der Dorfgemeinschaft wurden die Produktionsfaktoren Arbeit sowie Grund und Boden nur unzureichend liberalisiert. Daher kam es weder zu bedeutenden Kapitalisierungseffekten im Adel noch zur Entstehung großer Massen verarmter Landloser, die wie etwa in Preußen in die Städte geflohen wären und dort einer Protoindustrie als Proletariat zur Verfügung gestanden hätten. Die Bevölkerungsentwicklung in Russland sorgte zudem für eine Zuspitzung der Lage, da 1911 – also 50 Jahre nach der Bauernbefreiung – bereits eine Verdopplung zu verzeichnen war. Dass auch ein Großteil des Russischen Adels innerhalb kurzer Zeit ruiniert war, weil er nicht in der Lage war, sich an die neuen wirtschaftlichen Rahmenbedingungen anzupassen, zeigt, wie zwiespältig die Reform zu bewerten ist. Einerseits war sie beispielsweise der Sklavenbefreiung in den USA drei Jahre voraus, andererseits war und blieb Russland bis in die 1920er-Jahre ein Agrarstaat.
Auch einem – wenn auch kleinen – Teil der Juden des Zarenreichs kamen diese Reformen nach langer Zeit der Repression und Beschränkungen zugute. Um die russische Wirtschaft zu fördern, wurde sowohl jüdischen Kaufleuten mit mehr als 50.000 Rubel Einkommen als auch Juden mit „bevorzugten“ Berufen (z. B. Techniker und Mechaniker) ein Wohnrecht auch außerhalb des im Westen des Reichs gelegenen Ansiedlungsrayons gewährt. Ein Freizügigkeitsrecht erhielten auch Juden mit akademischen Graden. (Diese Bestimmungen wurden von seinem Sohn und Nachfolger Alexander III. weitgehend rückgängig gemacht.)
Der Tod seines ältesten Sohnes Nikolaj Alexandrowitsch Romanow (1843–1865), den Alexander II. bereits als hoffnungsvollen Thronfolger angesehen hatte, stürzte den Zaren in eine persönliche Krise. Todesursache war, nach langer Krankheitsphase und mehreren Kuraufenthalten, eine Meningitis. In dieser Situation, die auch große Auswirkungen auf seine Ehe mit Maria hatte, fing er im Sommer 1866 eine Liebesbeziehung mit der Hofdame Jekaterina Michailowna Dolgorukowa (1847–1922) an.

### Kriege und Revolten

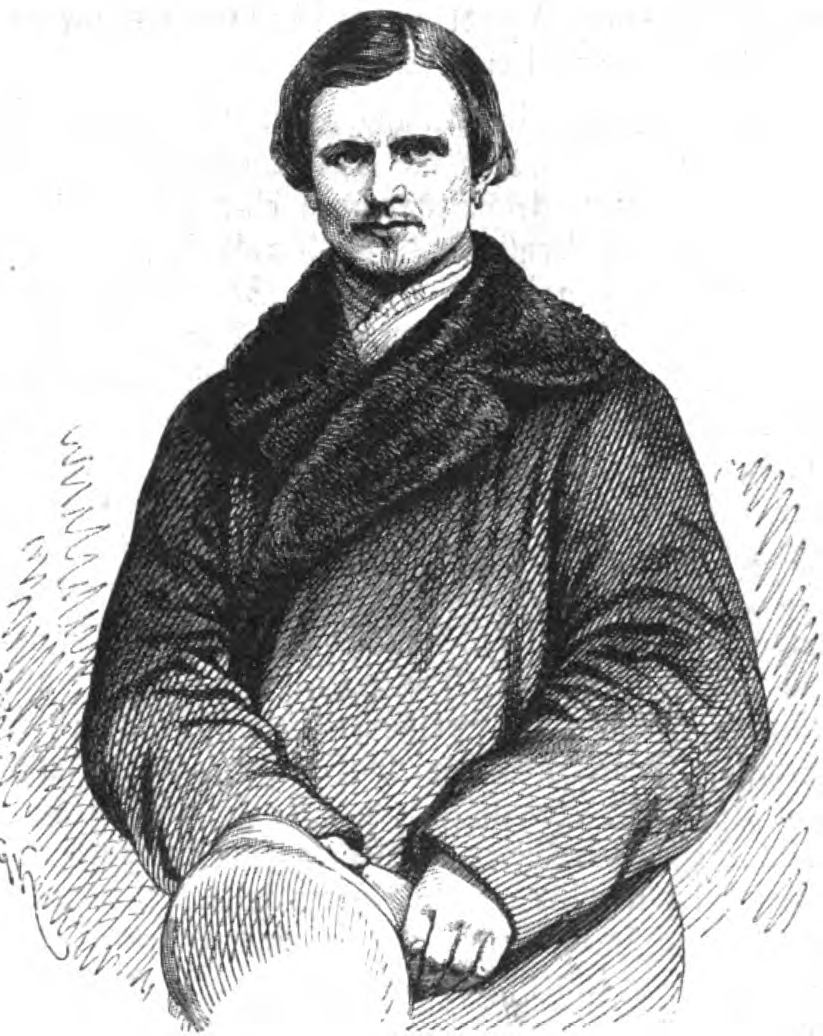
Ossip Iwanowitsch Komissarow, der Lebensretter von Zar Alexander II.

1863 wurde der polnische Januaraufstand mit schonungsloser Härte niedergeschlagen. Die große Bedeutung der Reformen und die völlige Umgestaltung der wirtschaftlichen Verhältnisse, die sie zur Folge hatten, riefen in vielen Bevölkerungsgruppen Ablehnung hervor. Im Zuge dieser Unzufriedenheit und als Folge der immer noch bestehenden großen Ungleichheit in der Gesellschaft breiteten sich sozialistische, kommunistische und nihilistische Ideen aus und gewannen an Bedeutung. Gleichzeitig stärkte der Sieg über Polen nationalistische Gefühle und führte zum Erstarken des Panslawismus. Alexander machte keine ernsthaften Versuche, die Korruption in der Bürokratie zu unterdrücken; vielmehr duldete er korrupte Beamte in seiner nächsten Umgebung in hohen Stellungen. Daher stieg die Unzufriedenheit im Volk gegen Alexanders Regierung weiter.
Ein am 4. Apriljul. / 16. April 1866greg. von dem Revolutionär Dimitri Karakosow vor dem Sommergarten versuchtes Attentat auf den Zaren, das durch den Bauern Komissarow verhindert wurde, hatte eingehende Untersuchungen zur Folge, welche die Existenz zahlreicher politischer Geheimbünde aufdeckten. Dieses und ein zweites Attentat, das während der Pariser Weltausstellung des Jahres 1867 von dem Polen Berezewski versucht wurde, übten auf den Zaren einen nachhaltigen Eindruck aus und ließen seine Neigung zu Reformen schwinden. Die Zensur wurde in alter Strenge wiederhergestellt und ein umfassendes polizeiliches Überwachungssystem eingerichtet.
Intensiv beschäftigte sich der Zar in dieser Zeit aber auch mit der inneren Situation des Landes. Er stellte Überlegungen an, holte Informationen ein, beriet sich mit Experten, um Modelle für eine neue Verfassung des Russischen Reiches zu finden. Dabei nahm aber auch der Gedanke zur Einführung einer konstitutionellen Monarchie einen gewichtigen Platz in seinen Überlegungen ein. Eine Reform der Gerichtsbarkeit, die Überführung der größeren Städte in eine zivile Selbstverwaltung, aber vor allem die Einführung der allgemeinen Wehrpflicht waren Gegenstand politischer Prozesse. Das Gesetz wurde am 13. Januar 1874 in Kraft gesetzt.

### Die Außenpolitik

#### Strategie

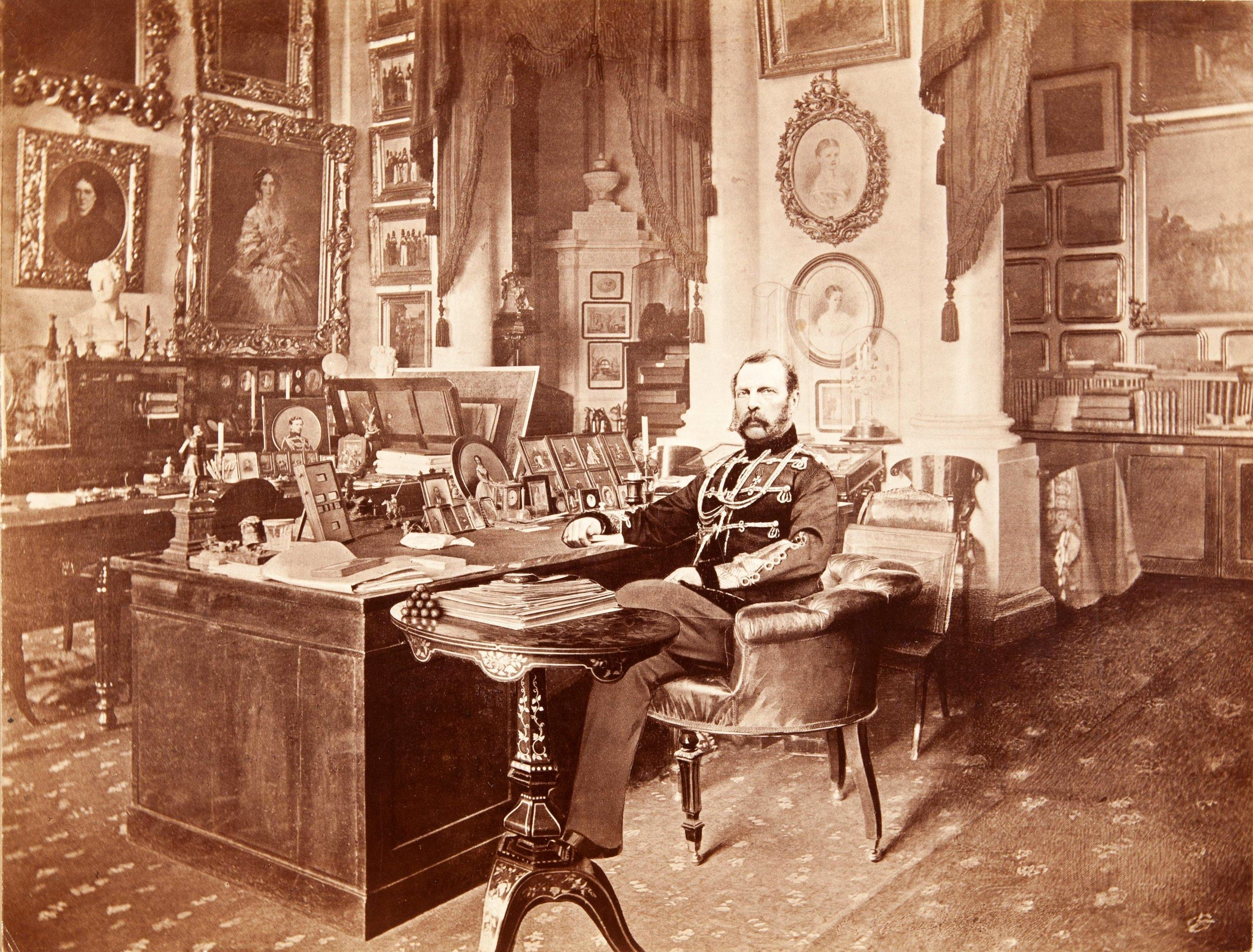
Alexander II. in seinem Kabinett im Winterpalast

In der Außenpolitik spielten vor allem die zukünftig vorgesehene Stellung Russlands als Großmacht und seine Einflusssphären eine größere Rolle. Im Zuge dieser Überlegungen wurden 1867 die lange Zeit verfolgten Expansionsschritte entlang der kalifornischen Küste aufgegeben, das Fort Ross nördlich von San Francisco war bereits 1842 geräumt und das Territorium von Alaska 1867 an die USA verkauft worden. Stattdessen konzentrierte sich die russische Außenpolitik auf die Revision der Entmilitarisierung der Schwarzmeerhäfen, die im Pariser Traktat festgelegt worden war. Nachdem dieses Ziel erreicht worden ist, sollte die Schwarzmeerflotte wieder aufgebaut werden. Gleichzeitig sollte dann das Osmanische Reich durch geschickte Diplomatie isoliert werden, so dass es keine Koalition einiger europäischer Großmächte gegen Russland wie im Krimkrieg geben durfte.

#### Bündnis mit Preußen, Zusammenarbeit mit dem Deutschen Reich
Während der russische Außenminister Gortschakow über eine Neuausrichtung der Bündnisse und der strategischen Ziele mit unterschiedlichen Konstellationen nachgedacht hat, hielt Alexander II angelehnt an der in der Heiligen Allianz festgelegten, traditionellen Ausrichtung auf Preußen und Österreich fest, obwohl diese offiziell nach dem Krimkrieg auseinandergebrochen war, und durch den Pariser Traktat ersetzt worden war. Hierbei hatte Österreich nicht die hohe Priorität wie noch zu Zeiten von Alexanders Vorgänger Nikolaus I. „genossen“, da Österreich im Krimkrieg gegenüber Russland eine aggressive Haltung angenommen hatte.
In der Folge zahlte sich diese Ausrichtung aus. Bereits 1863 arbeiteten Preußen und Russland bei der Niederschlagung des polnischen Januaraufstandes zusammen. Außerdem bekam Alexander II. freie Hand zum siegreichen Abschluss des Kaukasuskrieges im Nordkaukasus. Die russische Armee unter dem Kommando von General Tschernjajew eroberte 1864/65 Taschkent. Damit dehnte sich das russische Territorium in Zentralasien aus.
Während des Krieges zwischen Österreich und Preußen im Jahr 1866 bewahrte Alexander eine neutrale, aber preußenfreundliche Haltung. Während des Deutsch-Französischen Krieges 1870/71 lagen Alexanders Sympathien bei Deutschland, was er unter anderem durch Ordensverleihungen an die deutschen Heerführer und durch Ernennung des Kronprinzen Friedrich Wilhelm zum russischen Generalfeldmarschall zeigte. Alexander hinderte Österreich-Ungarn an der Einmischung in den Krieg, indem er die Besetzung Galiziens durch russische Truppen androhte, falls die k.u.k. Armee mobilmachen sollte.
Infolge dieses Krieges stieg Alexanders Einfluss: Wilhelm I., der zum Deutschen Kaiser aufgestiegene König von Preußen, war nicht nur mit ihm verwandt, sondern ihm auch aus Dankbarkeit für seine Unterstützung verpflichtet, während Frankreich sich um sein Wohlwollen in einem eventuellen Revanchekrieg bemühte. Durch die Niederlage Frankreichs war der Pariser Traktat nicht mehr zu halten. Er wurde am 31. Oktober 1870 durch Russland einseitig aufgekündigt. Diese Entscheidung wurde auf der Pontuskonferenz im März 1871 bestätigt. An seine Stelle trat das Dreikaiserabkommen, das am 22. Oktober 1873 auf Bismarcks Initiative im Schloss Schönbrunn in Wien vom deutschen Kaiser Wilhelm I., dem österreichisch-ungarischen Kollegen Franz Joseph I. und Alexander II. unterzeichnet wurde. Dieses Abkommen bildete eine neue Grundlage für den Friedenserhalt in Europa.
Im Sommer 1874 fand auf Initiative von Alexander eine internationale Konferenz in Brüssel statt, die eine Konvention zu den Gesetzen und Gebräuchen des Krieges verabschieden sollte, die jedoch nicht ratifiziert wurde und deshalb nie in Kraft trat. Im Mai 1876 unterzeichnete Zar Alexander im Haus Vier Türme in Bad Ems den Emser Erlass, der die Verbreitung von literarischem Schrifttum in ukrainischer Sprache unter Strafe stellte.

#### Great Game
Gortschakows Bemühungen für eine Zusammenarbeit mit Großbritannien wurden durch die Einrichtung einer Demarkationslinie entlang des Flusses Oxus belohnt. Er nahm ein entsprechendes Angebot des britischen Außenministers Lord Granville am 31. Januar 1873 an. Diese Demarkationslinie war Großbritannien gegenüber großzügig angelegt, weil es das afghanische Territorium zur britischen Einflusssphäre erklärte. Im Gegenzug sollte Großbritannien im Falle eines militärischen Konfliktes mit dem Osmanischen Reich neutral bleiben.
Diese Vereinbarung begünstigte die territoriale Expansion Russlands in Transoxanien. Allerdings endete die russische Einflusssphäre am rechten Ufer des Oxus. Kaufmanns Feldzug nach Chiwa 1873 erweiterte Russlands Macht im Innern Asiens beträchtlich. Dabei wurde ein kleines Gebiet erobert, das am linken Ufer von diesem Fluss liegt. Im Oktober des gleichen Jahres erreichte Russland das Protektorat über das Emirat Buchara, da es sich vom Khanat Kokand bedroht fühlte.
Der Feldzug nach Chiwa hatte aber zunächst noch keinen Konflikt mit Großbritannien zur Folge. Vielmehr schien sich 1874 durch die Heirat der einzigen Tochter Alexanders, Maria, mit Alfred, Duke of Edinburgh, sogar eine Annäherung zwischen Russland und Großbritannien anzubahnen. Im Mai absolvierte Alexander einen Staatsbesuch in Großbritannien. Im Jahre 1876 wurde das Khanat Kokand von General Kaufmanns Armee erobert und in das neun Jahre zuvor gegründete Generalgouvernement Turkestan eingegliedert.
Die Spannungen zwischen Russland und Großbritannien begannen im Dezember 1876, als auf eine Initiative des britischen Premier Benjamin Disraeli hin die Konferenz von Konstantinopel einberufen wurde. Aus der Sicht von Alexander hatte Großbritannien damit das vermeintliche Versprechen vom Januar 1873 gebrochen, sich aus einem möglichen Konflikt zwischen Russland und dem Osmanischen Reich herauszuhalten. Die Beziehungen zwischen Russland und Großbritannien verschlechterten sich dramatisch, als Disraeli im November 1878 den britischen Truppen in Britisch-Indien den Befehl gab, das Emirat Afghanistan zu besetzen. Nachdem Disraeli zusammen mit seinen Verbündeten große Teile des Vertrages von San Stefano auf dem Berliner Kongress rückgängig gemacht hatte, erwartete Alexander von Großbritannien, dass es zumindest Afghanistan als neue Pufferzone akzeptiert.

#### Russisch-Türkischer Krieg 1877
Im April 1877 erklärte Russland im Gefolge des niedergeschlagenen bulgarischen Aprilaufstands dem Osmanischen Reich den Krieg. Alexander zog mit Gortschakow nach Bessarabien, folgte der vorrückenden Donauarmee durch Rumänien nach Bulgarien und schlug sein Hauptquartier in Gorny Studen auf, wo er auch während der militärischen Rückschläge blieb, die Russland im Juli bis September erlitt. Als mit dem Fall von Plewen wieder ein Erfolg erzielt wurde, kehrte er am 15. Dezember 1877 nach Sankt Petersburg zurück, wo er am 22. Dezember mit großem Jubel empfangen wurde.

#### Ziele für die 1880er Jahre
In den deutsch-russischen Beziehungen kam es zu einer Krise am 15. August 1879, als der russische Zar dem deutschen Kaiser Wilhelm I. den so genannten Ohrfeigenbrief zusandte. Alexander II. bewahrte aber seine deutschfreundliche Haltung. Ein Treffen des Kaisers mit dem Zaren im September 1879 entspannte die Situation. Der Zar soll den fordernden Ton seines Briefes bedauert haben.
Gleichzeitig tobte der Zweite Anglo-Afghanische Krieg, bei dem Großbritannien immer mehr Kontrolle über Afghanistan erlangte. Aus Alexanders Sicht war das nächste Ziel für Russland die Einrichtung der Pufferzone zwischen Russland und Britisch-Indien in Afghanistan. Wenn dieses Ziel vom Nachfolger Alexanders II. auf dem Zarenthron verfolgt wird, konnte das Russische Kaiserreich von einer Neutralitätsvereinbarung mit dem Deutschen Kaiserreich und der Donaumonarchie profitieren. Deshalb führte Alexander eine Entspannung im deutsch-russischen Verhältnis herbei und ebnete damit den Weg für den Dreikaiserbund zwischen Russland, Deutschland und Österreich-Ungarn im Jahre 1881.

#### Panslawismus
Währenddessen reorganisierte er die Armee nach deutschem Muster. Noch ehe diese Reorganisation beendet war, wurde Alexander fast wider Willen durch die Ausbreitung des Panslawismus vor allem in Adels- und Beamtenkreisen zum Engagement Russlands auf dem Balkan gedrängt. Er duldete in der Balkankrise die Unterstützung Serbiens und Montenegros durch Freiwillige und Gelder, wurde selbst Pate für einen Sohn des serbischen Fürsten Milan III. und nahm öffentlich für die Christen im Osmanischen Reich Stellung.

### Anschläge

Sarkophag Alexanders II. und seiner Frau in der Peter-und-Paul-Kathedrale

Auch nach dem Krieg blieb seine Lage inmitten der einander bekämpfenden Richtungen in Russland schwierig, besonders nach neuen Anschlägen von Nihilisten 1879. Auf Alexander selbst wurden mehrere Anschläge verübt: Am 14. April 1879 schoss Alexander Konstantinowitsch Solowjow auf ihn; am 1. Dezember 1879 versuchten Nihilisten, bei Moskau den Eisenbahnzug, in dem Alexander fuhr, zu sprengen; am 17. Februar 1880 erfolgte ein weiteres Attentat im Winterpalais. Als Reaktion wurde die Überwachung und Verfolgung von Regimegegnern verschärft.
Alexander plante auch weiterhin innere Reformen der Gesellschaft.

## Tödliches Attentat

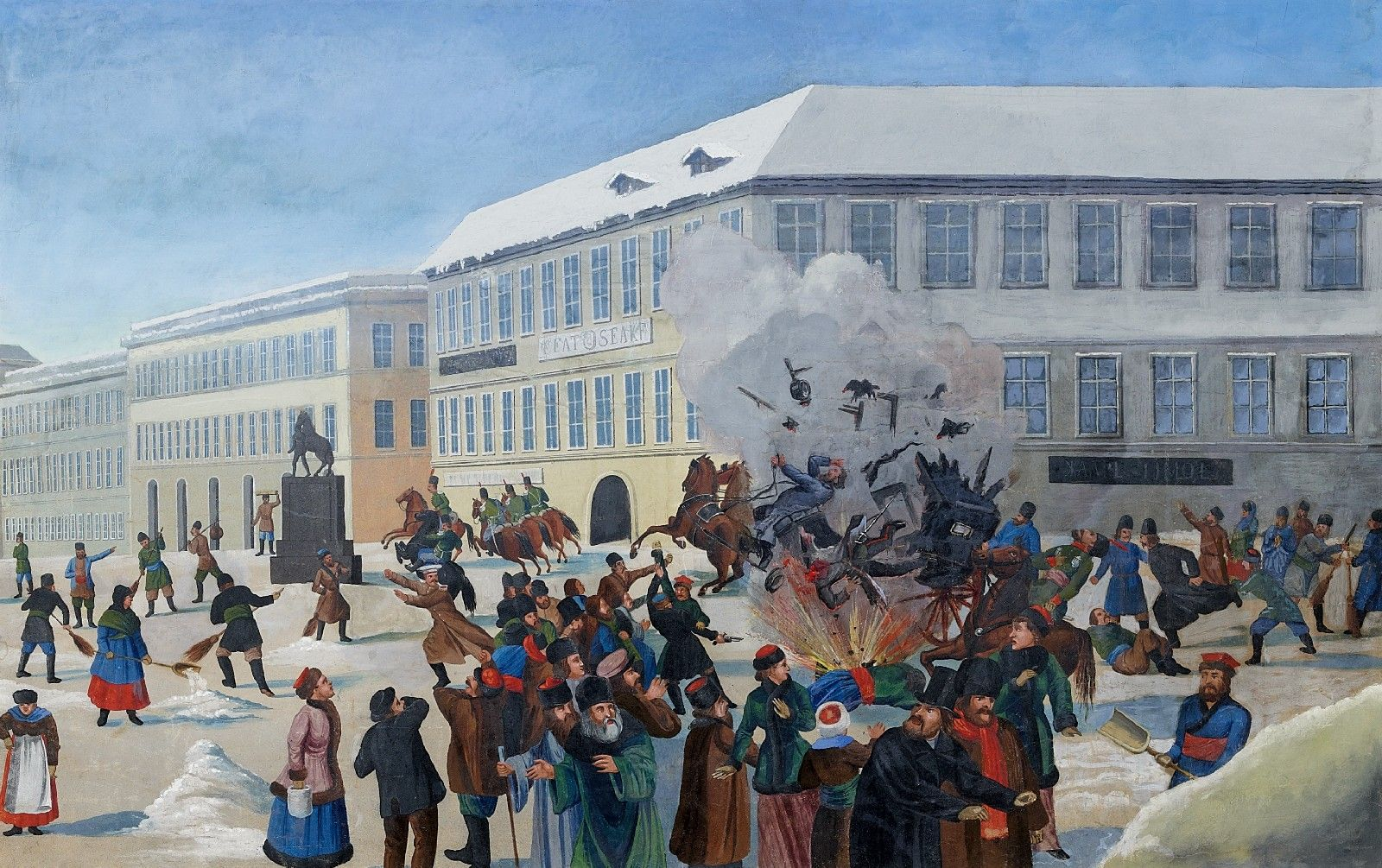
Das Attentat auf den Kaiser Alexander II. (Gouache, Russland, 19. Jh.)

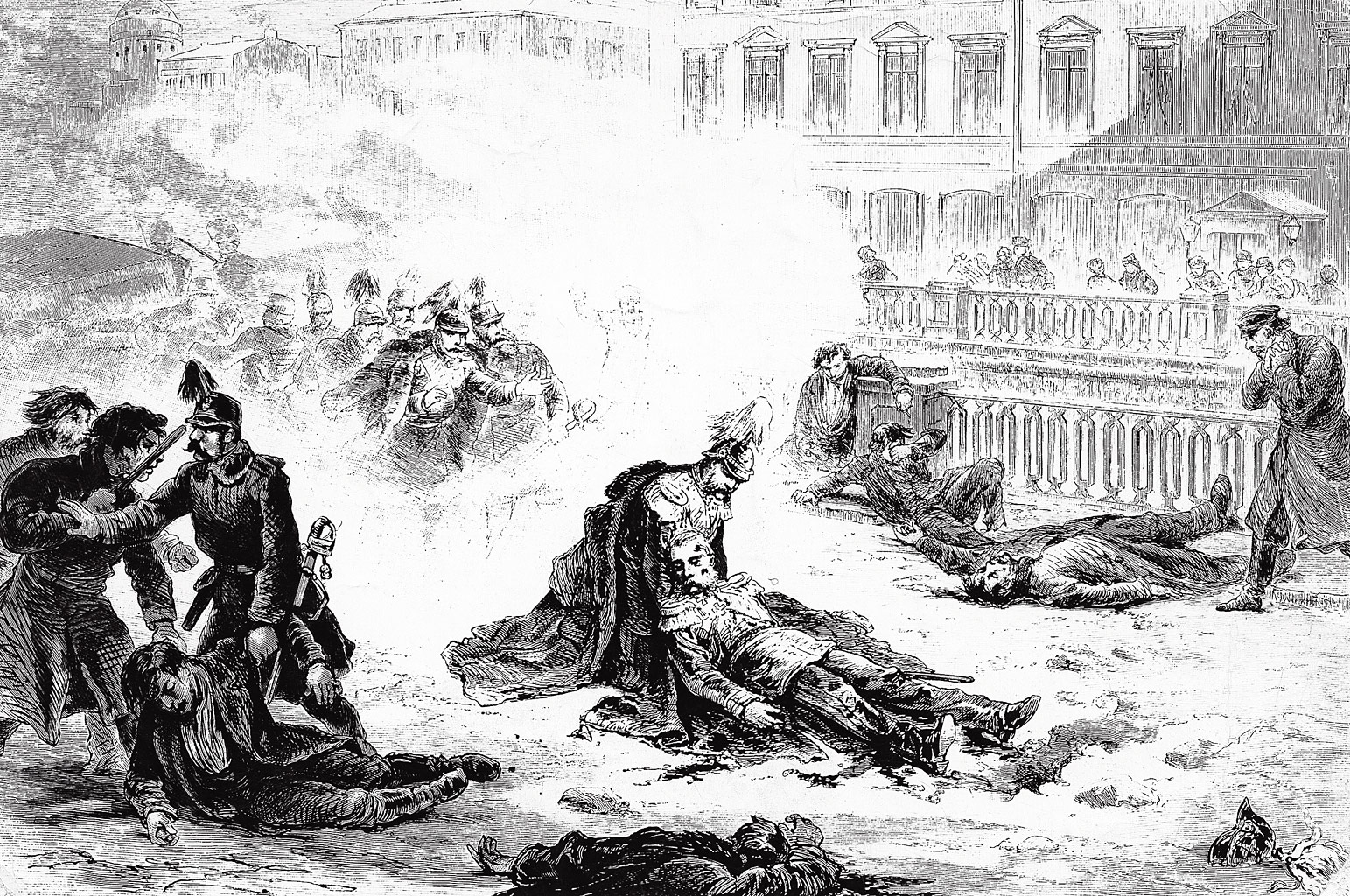
Die Ermordung Alexanders II. von Russland, 1881

Als Alexander II. am 1.jul. / 13. März 1881greg. mit seiner Begleitmannschaft den Michailowski-Palast in einer Kutsche verließ, wurde diese nach nur wenigen Metern beim Sankt Petersburger Gribojedow-Kanal von einer mit Dynamit gefüllten Dose getroffen. Der Kaiser überstand die Explosion unverletzt und wollte in Richtung Winterpalast gehen. Doch als der Urheber des Attentats, der Student Nikolai Ryssakow, überwältigt wurde, rief er dem Kaiser zu: „Freuen Sie sich nicht zu früh!“ Die Kutsche wurde beschädigt, ein Passant getötet, mehrere weitere wurden verletzt. Als Alexander ausstieg, um den Schaden zu besehen, warf der junge Adelige und Technikstudent Ignati Grinewizki eine weitere Granate vor die Füße des Zaren. Der Attentäter sowie der Zar erlagen noch am gleichen Tag ihren schweren Verletzungen. Sein damals zwölfjähriger Enkel, der spätere Zar Nikolaus II., war Zeuge des Attentats, das von der Untergrundorganisation Narodnaja Wolja („Volkswille“) durchgeführt wurde.
An der Stelle des Anschlags ließ sein Sohn Alexander III. die Auferstehungskirche bauen. Sein Grab befindet sich, wie das aller Romanows, in der Peter-und-Paul-Kathedrale.

## Ehen und Nachkommen

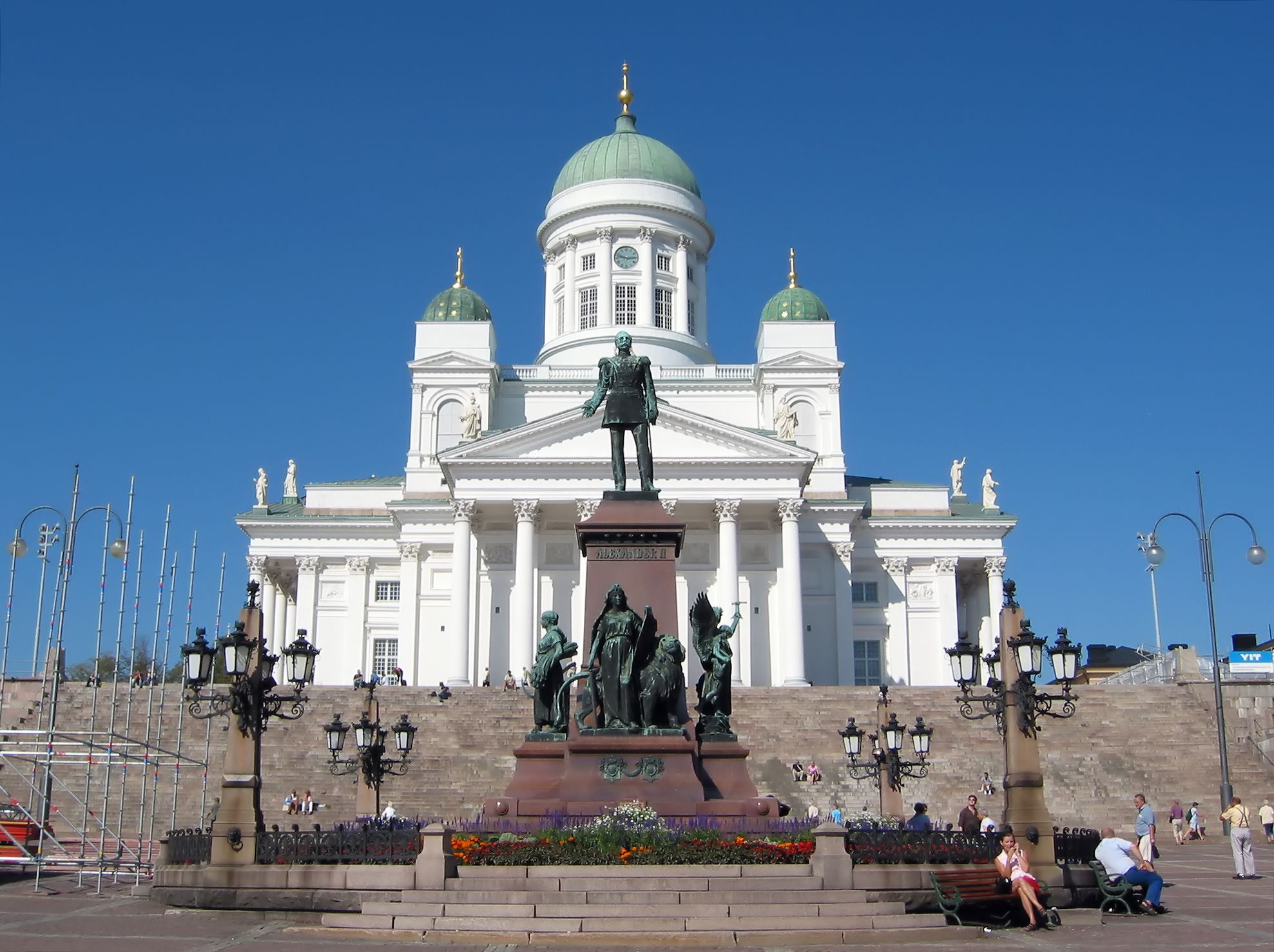
Alexander-II.-Denkmal auf dem Senatsplatz in Helsinki

Denkmal für den „Befreier-Zar“ in Sofia

Am 28. April 1841 heiratete Alexander die deutsche Prinzessin Marie von Hessen-Darmstadt (* 8. August 1824 als Maximiliane Wilhelmine Auguste Sophie Marie von Hessen-Darmstadt, von den Romanows „Cerise“ = Kirsche genannt), mit der er acht Kinder hatte:
- Alexandra Alexandrowna (* 30. August 1842; † 28. Juni 1849), Großfürstin von Russland
- Nikolai Alexandrowitsch (* 20. September 1843; † 24. April 1865), Zarewitsch von Russland
- Alexander Alexandrowitsch (* 10. März 1845; † 1. November 1894), als Alexander III. Kaiser von Russland ⚭ Dagmar von Dänemark
- Wladimir Alexandrowitsch (* 22. April 1847; † 17. Februar 1909), Großfürst von Russland ⚭ Marie von Mecklenburg-Schwerin
- Alexei Alexandrowitsch (* 14. Januar 1850; † 14. November 1908), Großfürst von Russland
- Maria Alexandrowna (* 17. Oktober 1853; † 24. Oktober 1920) ⚭ Herzog Alfred von Sachsen-Coburg und Gotha
- Sergei Alexandrowitsch (* 11. Mai 1857; † 17. Februar 1905), Großfürst von Russland
- Pawel Alexandrowitsch (* 3. Oktober 1860; † 30. Januar 1919), Großfürst von Russland

Am 3. Juni 1880 starb Kaiserin Maria Alexandrowna. Wenige Wochen später, am 18. Juli, heiratete Alexander in morganatischer Ehe Jekaterina Michailowna Dolgorukowa, mit der er schon seit längerer Zeit eine Beziehung und fünf Kinder hatte, von denen zwei als Säuglinge starben:
- Alexander (* 1868; † 1868), Fürst Jurjewski
- Georgij (* 12. Mai 1872; † 13. September 1913), Fürst Jurjewski
- Olga (* 9. November 1873; † 10. August 1925) ⚭ 12. Mai 1895 Georg von Merenberg (* 1871; † 1948)
- Boris (* 1876; † 1876), Fürst Jurjewski
- Jekaterina (* 20. September 1878; † 22. Dezember 1959), Gräfin Obolenski

Dolgorukowa wurde als Kammerfrau bei der Kaiserin eingeführt, um sie an den Hof zu bringen, und nach der Eheschließung zur Fürstin Jurjewskaja erhoben. Dennoch akzeptierte die Familie sie nie. Nach der Beisetzung des Kaisers verließ sie mit ihren Kindern Russland.

## Abstammung
| Katharina II. (Kaiserin von Russland) | Katharina II. (Kaiserin von Russland) | Katharina II. (Kaiserin von Russland) | Katharina II. (Kaiserin von Russland) | Katharina II. (Kaiserin von Russland) | Katharina II. (Kaiserin von Russland) |                                     |                                     | Peter III. (Kaiser von Russland)    | Peter III. (Kaiser von Russland)    | Peter III. (Kaiser von Russland) | Peter III. (Kaiser von Russland) | Peter III. (Kaiser von Russland) | Peter III. (Kaiser von Russland) |                                  |                                  | Friedrich Eugen (Herzog von Württemberg) | Friedrich Eugen (Herzog von Württemberg) | Friedrich Eugen (Herzog von Württemberg) | Friedrich Eugen (Herzog von Württemberg) | Friedrich Eugen (Herzog von Württemberg) | Friedrich Eugen (Herzog von Württemberg) |                                |                                | Friederike Dorothea Sophia (Herzogin von Württemberg) | Friederike Dorothea Sophia (Herzogin von Württemberg) | Friederike Dorothea Sophia (Herzogin von Württemberg) | Friederike Dorothea Sophia (Herzogin von Württemberg) | Friederike Dorothea Sophia (Herzogin von Württemberg)     | Friederike Dorothea Sophia (Herzogin von Württemberg)     |                                                           |                                                           | Friedrich Wilhelm II. (König von Preußen)                 | Friedrich Wilhelm II. (König von Preußen)                 | Friedrich Wilhelm II. (König von Preußen)     | Friedrich Wilhelm II. (König von Preußen)     | Friedrich Wilhelm II. (König von Preußen)     | Friedrich Wilhelm II. (König von Preußen)     |                                     |                                     | Friederike Luise                           | Friederike Luise                           | Friederike Luise                           | Friederike Luise                           | Friederike Luise                           | Friederike Luise                           |                                  |                                  | Karl II. (Herzog zu Mecklenburg-Strelitz) | Karl II. (Herzog zu Mecklenburg-Strelitz) | Karl II. (Herzog zu Mecklenburg-Strelitz) | Karl II. (Herzog zu Mecklenburg-Strelitz) | Karl II. (Herzog zu Mecklenburg-Strelitz) | Karl II. (Herzog zu Mecklenburg-Strelitz) |                                  |                                  | Friederike Caroline              | Friederike Caroline              | Friederike Caroline | Friederike Caroline | Friederike Caroline | Friederike Caroline |
| Katharina II. (Kaiserin von Russland) | Katharina II. (Kaiserin von Russland) | Katharina II. (Kaiserin von Russland) | Katharina II. (Kaiserin von Russland) | Katharina II. (Kaiserin von Russland) | Katharina II. (Kaiserin von Russland) |                                     |                                     | Peter III. (Kaiser von Russland)    | Peter III. (Kaiser von Russland)    | Peter III. (Kaiser von Russland) | Peter III. (Kaiser von Russland) | Peter III. (Kaiser von Russland) | Peter III. (Kaiser von Russland) |                                  |                                  | Friedrich Eugen (Herzog von Württemberg) | Friedrich Eugen (Herzog von Württemberg) | Friedrich Eugen (Herzog von Württemberg) | Friedrich Eugen (Herzog von Württemberg) | Friedrich Eugen (Herzog von Württemberg) | Friedrich Eugen (Herzog von Württemberg) |                                |                                | Friederike Dorothea Sophia (Herzogin von Württemberg) | Friederike Dorothea Sophia (Herzogin von Württemberg) | Friederike Dorothea Sophia (Herzogin von Württemberg) | Friederike Dorothea Sophia (Herzogin von Württemberg) | Friederike Dorothea Sophia (Herzogin von Württemberg)     | Friederike Dorothea Sophia (Herzogin von Württemberg)     |                                                           |                                                           | Friedrich Wilhelm II. (König von Preußen)                 | Friedrich Wilhelm II. (König von Preußen)                 | Friedrich Wilhelm II. (König von Preußen)     | Friedrich Wilhelm II. (König von Preußen)     | Friedrich Wilhelm II. (König von Preußen)     | Friedrich Wilhelm II. (König von Preußen)     |                                     |                                     | Friederike Luise                           | Friederike Luise                           | Friederike Luise                           | Friederike Luise                           | Friederike Luise                           | Friederike Luise                           |                                  |                                  | Karl II. (Herzog zu Mecklenburg-Strelitz) | Karl II. (Herzog zu Mecklenburg-Strelitz) | Karl II. (Herzog zu Mecklenburg-Strelitz) | Karl II. (Herzog zu Mecklenburg-Strelitz) | Karl II. (Herzog zu Mecklenburg-Strelitz) | Karl II. (Herzog zu Mecklenburg-Strelitz) |                                  |                                  | Friederike Caroline              | Friederike Caroline              | Friederike Caroline | Friederike Caroline | Friederike Caroline | Friederike Caroline |
|                                       |                                       |                                       |                                       |                                       |                                       |                                     |                                     |                                     |                                     |                                  |                                  |                                  |                                  |                                  |                                  |                                          |                                          |                                          |                                          |                                          |                                          |                                |                                |                                                       |                                                       |                                                       |                                                       |                                                           |                                                           |                                                           |                                                           |                                                           |                                                           |                                               |                                               |                                               |                                               |                                     |                                     |                                            |                                            |                                            |                                            |                                            |                                            |                                  |                                  |                                           |                                           |                                           |                                           |                                           |                                           |                                  |                                  |                                  |                                  |                     |                     |                     |                     |
|                                       |                                       |                                       |                                       |                                       |                                       |                                     |                                     |                                     |                                     |                                  |                                  |                                  |                                  |                                  |                                  |                                          |                                          |                                          |                                          |                                          |                                          |                                |                                |                                                       |                                                       |                                                       |                                                       |                                                           |                                                           |                                                           |                                                           |                                                           |                                                           |                                               |                                               |                                               |                                               |                                     |                                     |                                            |                                            |                                            |                                            |                                            |                                            |                                  |                                  |                                           |                                           |                                           |                                           |                                           |                                           |                                  |                                  |                                  |                                  |                     |                     |                     |                     |
|                                       |                                       |                                       |                                       |                                       |                                       |                                     |                                     | Paul I. (Kaiser von Russland)       | Paul I. (Kaiser von Russland)       | Paul I. (Kaiser von Russland)    | Paul I. (Kaiser von Russland)    | Paul I. (Kaiser von Russland)    | Paul I. (Kaiser von Russland)    |                                  |                                  | Sophie Dorothee (Kaiserin von Russland)  | Sophie Dorothee (Kaiserin von Russland)  | Sophie Dorothee (Kaiserin von Russland)  | Sophie Dorothee (Kaiserin von Russland)  | Sophie Dorothee (Kaiserin von Russland)  | Sophie Dorothee (Kaiserin von Russland)  |                                |                                |                                                       |                                                       |                                                       |                                                       |                                                           |                                                           |                                                           |                                                           |                                                           |                                                           |                                               |                                               |                                               |                                               |                                     |                                     | Friedrich Wilhelm III. (König von Preußen) | Friedrich Wilhelm III. (König von Preußen) | Friedrich Wilhelm III. (König von Preußen) | Friedrich Wilhelm III. (König von Preußen) | Friedrich Wilhelm III. (König von Preußen) | Friedrich Wilhelm III. (König von Preußen) |                                  |                                  | Luise (Königin von Preußen)               | Luise (Königin von Preußen)               | Luise (Königin von Preußen)               | Luise (Königin von Preußen)               | Luise (Königin von Preußen)               | Luise (Königin von Preußen)               |                                  |                                  |                                  |                                  |                     |                     |                     |                     |
|                                       |                                       |                                       |                                       |                                       |                                       |                                     |                                     | Paul I. (Kaiser von Russland)       | Paul I. (Kaiser von Russland)       | Paul I. (Kaiser von Russland)    | Paul I. (Kaiser von Russland)    | Paul I. (Kaiser von Russland)    | Paul I. (Kaiser von Russland)    |                                  |                                  | Sophie Dorothee (Kaiserin von Russland)  | Sophie Dorothee (Kaiserin von Russland)  | Sophie Dorothee (Kaiserin von Russland)  | Sophie Dorothee (Kaiserin von Russland)  | Sophie Dorothee (Kaiserin von Russland)  | Sophie Dorothee (Kaiserin von Russland)  |                                |                                |                                                       |                                                       |                                                       |                                                       |                                                           |                                                           |                                                           |                                                           |                                                           |                                                           |                                               |                                               |                                               |                                               |                                     |                                     | Friedrich Wilhelm III. (König von Preußen) | Friedrich Wilhelm III. (König von Preußen) | Friedrich Wilhelm III. (König von Preußen) | Friedrich Wilhelm III. (König von Preußen) | Friedrich Wilhelm III. (König von Preußen) | Friedrich Wilhelm III. (König von Preußen) |                                  |                                  | Luise (Königin von Preußen)               | Luise (Königin von Preußen)               | Luise (Königin von Preußen)               | Luise (Königin von Preußen)               | Luise (Königin von Preußen)               | Luise (Königin von Preußen)               |                                  |                                  |                                  |                                  |                     |                     |                     |                     |
|                                       |                                       |                                       |                                       |                                       |                                       |                                     |                                     |                                     |                                     |                                  |                                  |                                  |                                  |                                  |                                  |                                          |                                          |                                          |                                          |                                          |                                          |                                |                                |                                                       |                                                       |                                                       |                                                       |                                                           |                                                           |                                                           |                                                           |                                                           |                                                           |                                               |                                               |                                               |                                               |                                     |                                     |                                            |                                            |                                            |                                            |                                            |                                            |                                  |                                  |                                           |                                           |                                           |                                           |                                           |                                           |                                  |                                  |                                  |                                  |                     |                     |                     |                     |
|                                       |                                       |                                       |                                       |                                       |                                       |                                     |                                     |                                     |                                     |                                  |                                  |                                  |                                  |                                  |                                  |                                          |                                          |                                          |                                          |                                          |                                          |                                |                                |                                                       |                                                       |                                                       |                                                       |                                                           |                                                           |                                                           |                                                           |                                                           |                                                           |                                               |                                               |                                               |                                               |                                     |                                     |                                            |                                            |                                            |                                            |                                            |                                            |                                  |                                  |                                           |                                           |                                           |                                           |                                           |                                           |                                  |                                  |                                  |                                  |                     |                     |                     |                     |
|                                       |                                       |                                       |                                       |                                       |                                       |                                     |                                     |                                     |                                     |                                  |                                  |                                  |                                  |                                  |                                  | Alexander I. (Kaiser von Russland)       | Alexander I. (Kaiser von Russland)       | Alexander I. (Kaiser von Russland)       | Alexander I. (Kaiser von Russland)       | Alexander I. (Kaiser von Russland)       | Alexander I. (Kaiser von Russland)       |                                |                                | Nikolaus I. (Kaiser von Russland)                     | Nikolaus I. (Kaiser von Russland)                     | Nikolaus I. (Kaiser von Russland)                     | Nikolaus I. (Kaiser von Russland)                     | Nikolaus I. (Kaiser von Russland)                         | Nikolaus I. (Kaiser von Russland)                         |                                                           |                                                           | Charlotte von Preußen (Kaiserin von Russland)             | Charlotte von Preußen (Kaiserin von Russland)             | Charlotte von Preußen (Kaiserin von Russland) | Charlotte von Preußen (Kaiserin von Russland) | Charlotte von Preußen (Kaiserin von Russland) | Charlotte von Preußen (Kaiserin von Russland) |                                     |                                     | Friedrich Wilhelm IV. (König von Preußen)  | Friedrich Wilhelm IV. (König von Preußen)  | Friedrich Wilhelm IV. (König von Preußen)  | Friedrich Wilhelm IV. (König von Preußen)  | Friedrich Wilhelm IV. (König von Preußen)  | Friedrich Wilhelm IV. (König von Preußen)  |                                  |                                  | Wilhelm I. (Deutscher Kaiser)             | Wilhelm I. (Deutscher Kaiser)             | Wilhelm I. (Deutscher Kaiser)             | Wilhelm I. (Deutscher Kaiser)             | Wilhelm I. (Deutscher Kaiser)             | Wilhelm I. (Deutscher Kaiser)             |                                  |                                  |                                  |                                  |                     |                     |                     |                     |
|                                       |                                       |                                       |                                       |                                       |                                       |                                     |                                     |                                     |                                     |                                  |                                  |                                  |                                  |                                  |                                  | Alexander I. (Kaiser von Russland)       | Alexander I. (Kaiser von Russland)       | Alexander I. (Kaiser von Russland)       | Alexander I. (Kaiser von Russland)       | Alexander I. (Kaiser von Russland)       | Alexander I. (Kaiser von Russland)       |                                |                                | Nikolaus I. (Kaiser von Russland)                     | Nikolaus I. (Kaiser von Russland)                     | Nikolaus I. (Kaiser von Russland)                     | Nikolaus I. (Kaiser von Russland)                     | Nikolaus I. (Kaiser von Russland)                         | Nikolaus I. (Kaiser von Russland)                         |                                                           |                                                           | Charlotte von Preußen (Kaiserin von Russland)             | Charlotte von Preußen (Kaiserin von Russland)             | Charlotte von Preußen (Kaiserin von Russland) | Charlotte von Preußen (Kaiserin von Russland) | Charlotte von Preußen (Kaiserin von Russland) | Charlotte von Preußen (Kaiserin von Russland) |                                     |                                     | Friedrich Wilhelm IV. (König von Preußen)  | Friedrich Wilhelm IV. (König von Preußen)  | Friedrich Wilhelm IV. (König von Preußen)  | Friedrich Wilhelm IV. (König von Preußen)  | Friedrich Wilhelm IV. (König von Preußen)  | Friedrich Wilhelm IV. (König von Preußen)  |                                  |                                  | Wilhelm I. (Deutscher Kaiser)             | Wilhelm I. (Deutscher Kaiser)             | Wilhelm I. (Deutscher Kaiser)             | Wilhelm I. (Deutscher Kaiser)             | Wilhelm I. (Deutscher Kaiser)             | Wilhelm I. (Deutscher Kaiser)             |                                  |                                  |                                  |                                  |                     |                     |                     |                     |
|                                       |                                       |                                       |                                       |                                       |                                       |                                     |                                     |                                     |                                     |                                  |                                  |                                  |                                  |                                  |                                  |                                          |                                          |                                          |                                          |                                          |                                          |                                |                                |                                                       |                                                       |                                                       |                                                       |                                                           |                                                           |                                                           |                                                           |                                                           |                                                           |                                               |                                               |                                               |                                               |                                     |                                     |                                            |                                            |                                            |                                            |                                            |                                            |                                  |                                  |                                           |                                           |                                           |                                           |                                           |                                           |                                  |                                  |                                  |                                  |                     |                     |                     |                     |
|                                       |                                       |                                       |                                       |                                       |                                       |                                     |                                     |                                     |                                     |                                  |                                  |                                  |                                  |                                  |                                  |                                          |                                          |                                          |                                          |                                          |                                          |                                |                                |                                                       |                                                       |                                                       |                                                       |                                                           |                                                           |                                                           |                                                           |                                                           |                                                           |                                               |                                               |                                               |                                               |                                     |                                     |                                            |                                            |                                            |                                            |                                            |                                            |                                  |                                  |                                           |                                           |                                           |                                           |                                           |                                           |                                  |                                  |                                  |                                  |                     |                     |                     |                     |
|                                       |                                       |                                       |                                       | Alexander II. (Kaiser von Russland)   | Alexander II. (Kaiser von Russland)   | Alexander II. (Kaiser von Russland) | Alexander II. (Kaiser von Russland) | Alexander II. (Kaiser von Russland) | Alexander II. (Kaiser von Russland) |                                  |                                  | Marija (Herzog von Leuchtenberg) | Marija (Herzog von Leuchtenberg) | Marija (Herzog von Leuchtenberg) | Marija (Herzog von Leuchtenberg) | Marija (Herzog von Leuchtenberg)         | Marija (Herzog von Leuchtenberg)         |                                          |                                          | Olga (Königin von Württemberg)           | Olga (Königin von Württemberg)           | Olga (Königin von Württemberg) | Olga (Königin von Württemberg) | Olga (Königin von Württemberg)                        | Olga (Königin von Württemberg)                        |                                                       |                                                       | Alexandra (Erbprinzessin von Hessen-Kassel zu Rumpenheim) | Alexandra (Erbprinzessin von Hessen-Kassel zu Rumpenheim) | Alexandra (Erbprinzessin von Hessen-Kassel zu Rumpenheim) | Alexandra (Erbprinzessin von Hessen-Kassel zu Rumpenheim) | Alexandra (Erbprinzessin von Hessen-Kassel zu Rumpenheim) | Alexandra (Erbprinzessin von Hessen-Kassel zu Rumpenheim) |                                               |                                               | Konstantin (Großfürst von Russland)           | Konstantin (Großfürst von Russland)           | Konstantin (Großfürst von Russland) | Konstantin (Großfürst von Russland) | Konstantin (Großfürst von Russland)        | Konstantin (Großfürst von Russland)        |                                            |                                            | Nikolai (Großfürst von Russland)           | Nikolai (Großfürst von Russland)           | Nikolai (Großfürst von Russland) | Nikolai (Großfürst von Russland) | Nikolai (Großfürst von Russland)          | Nikolai (Großfürst von Russland)          |                                           |                                           | Michael (Großfürst von Russland)          | Michael (Großfürst von Russland)          | Michael (Großfürst von Russland) | Michael (Großfürst von Russland) | Michael (Großfürst von Russland) | Michael (Großfürst von Russland) |                     |                     |                     |                     |

## Verfilmungen
Im Spielfilm Katja, die ungekrönte Kaiserin (Frankreich 1959, Regie Robert Siodmak) wird die Liebesgeschichte zwischen Alexander II. und Jekaterina sehr frei erzählt. Der Zar wird von Curd Jürgens, Jekaterina (Katja) von Romy Schneider gespielt.
Bei dem Film mit Curd Jürgens und Romy Schneider handelt es sich um die Neuverfilmung eines gleichnamigen Films von 1938 (Regie: Maurice Tourneur; Hauptrollen: John Loder als Zar Alexander der II. und Danielle Darrieux als Jekaterina).

## Ehrungen
In der südhessischen Stadt Darmstadt, der Heimatstadt seiner Ehefrau, wurde 1843 die Alexanderstraße nach ihm benannt.
Im Jahr 1875 wurde das Gymnasium Alexandrinum Mariupol gegründet.